# 와일드 게임
《와일드 게임》(Wild Side)은 영국에서 제작된 도널드 캠멜 감독의 1995년 액션, 스릴러 영화이다. 크리스토퍼 월켄 등이 주연으로 출연하였고 엘리 콘 등이 제작에 참여하였다.

## 출연

### 주연
- 크리스토퍼 월켄
- 조안 첸
- 스티븐 바우어
- 앤 헤이시

### 조연
- 앨런 가필드
- 랜디 크라우더
- 마르쿠스 오렐리우스
- 마이클 로즈
- 루이스 아퀘트

## 기타
- 공동제작: 도널드 캠멜
- 공동제작: 보즈 데이비슨
- Ass-PD: 조안 첸